# Yelena Dembo
Pour les articles homonymes, voir Dembo.
Yelena Dembo est une joueuse d'échecs grecque d'origine russe, née le 8 décembre 1983 à Penza. Elle a joué pour Israël jusqu'en 2000, puis pour la Grèce jusqu'en 2004. Maître international depuis 2003, elle a remporté la médaille de bronze au championnat d'Europe d'échecs individuel en 2005. Elle est inactive depuis 2013.

## Biographie et carrière
Née en Union soviétique, elle est la fille de Natalia Fokina, qui a joué à l'olympiade d'échecs de 1992 avec Israël (sous le nom de Nadia Fokin).
Elle a représenté les fédérations d'échecs israélienne jusqu'en 2000 (elle remporta la médaille de bronze individuelle au championnat d'Europe des moins de 14 ans en 1996), puis hongroise de 2000 à 2004 (elle fut championne de Hongrie féminine en 2003), puis grecque depuis 2004. 
Yelena Dembo a participé au championnat du monde d'échecs féminin en 2006 (éliminée au premier tour), 2010 (éliminée au troisième tour par Zhao Xue) et 2012 (battue par Nino Khourtsidzé au premier tour).

## Compétitions par équipe
Yelena Dembo a participé à six olympiades féminines : en 2002 (au deuxième échiquier de l'équipe de Hongrie qui finit cinquième), puis cinq fois au premier échiquier de l'équipe grecque féminine.
Elle a participé à six championnats d'Europe par équipe féminine : avec la Hongrie (en 2001 et 2003, championne d'Europe par équipe en 2003 (elle jouait au deuxième échiquier), puis avec la Grèce de 2005 à 2011.

## Publications
Yelena Dembo a publié cinq livres :
- The Very Unusual Book about Chess.  Athènes, 2005,  (ISBN 960-630-606-2).
- Conversation with a Professional Trainer - Methods of Positional Play. Athènes, 2006.
- Play the Grünfeld. Everyman Chess, Londres 2007,  (ISBN 1-85744-521-X).
- Fighting the Anti-King's Indians. Everyman Chess, Londres, 2008,  (ISBN 1-85744-575-9).
- Avec Glenn Flear et Richard Pallitser : Dangerous Weapons: The King's Indian, Everyman Chess, 2009
- Avec Richard Pallitser : The Scotch Game, Everyman Chess, 2011.